# Peugeot 604
Peugeot 604, personbil i storbilsklassen tillverkad av Peugeot.
Peugeot 604 tillverkades mellan 1975 och 1985. Peugeot blev sist ut med att presentera PRV-motorn som tillverkas gemensamt med Volvo och Renault.

## Specifikationer (Peugeot 604SL)

### Mått och vikt
- Längd: 472 cm
- Bredd: 177 cm
- Höjd: 143 cm
- Axelavstånd: 280 cm
- Vänddiameter: 11,5 m
- Tjänstevikt: 1530 kg
- Totalvikt: 1960 kg
- Bränsletank: 70 liter

### Prestanda
- Toppfart: 175 km/h
- Acceleration: 0–100 km/h: 12 s

### Motor
- Typ: 6-cyl vätskekyld V-motor
- Volym: 2644 cm³
- Effekt: 127 hk (93 kW) vid 5500 v/m
- Vridmoment: 196 Nm vid 2000 v/m